# Teatro comunale Ebe Stignani
Il teatro comunale Ebe Stignani è il teatro più importante di Imola. È intitolato alla cantante lirica Ebe Stignani ed ospita rassegne di prosa e di musica di livello nazionale.

## Storia

### XVIII secolo
Nel 1782 le rappresentazioni teatrali sono allestite nel «Teatro dei Cavalieri Associati». Costruito da Cosimo Morelli, presenta un palcoscenico a tre bocche con tre distinte scene. La sala si eleva per tre ordini con 17 palchi ciascuno. Il teatro viene inaugurato con l'opera Giulio Sabino del maestro Giuseppe Sarti di Faenza. Nel 1783 è proposta la rappresentazione tragica ispirata alla storia di Imola Cassio Oraboni nobile guerriero d'Imola, o sia Imola liberata dall'armi di Teodorico re dei goti; nel 1787 La clemenza e il trionfo dell'imperatore Teodosio; nel 1792 il dramma serio L'Artaserse con musica del maestro Ferdinando Bertoni. Il teatro va a fuoco il 1º febbraio 1797 durante l'invasione in città delle truppe francesi repubblicane. Sotto il dominio napoleonico gli spettacoli si tengono in un teatro provvisorio: è costituito da una scena sola senza sipario e senza luci. Vi si tengono spettacoli di prosa, manifestazioni di giocolieri e acrobati, concerti e anche messe in scena di opere liriche. 

### XIX secolo
Nel teatro comunale provvisorio il 22 aprile 1804 Gioachino Rossini tiene un concerto. Nel 1810 viene soppressa la chiesa superiore di San Francesco, sita all'interno di un edificio sulla via Emilia facente parte del convento francescano. L'immobile, costituito da chiesa inferiore e superiore (erette negli anni 1367-1380), viene acquistato da alcuni cittadini imolesi, guidati dal podestà Andrea Costa, che decidono di ricavare, da una parte dell'edificio, un luogo per gli spettacoli. Il progetto è affidato all'architetto Giuseppe Magistretti; le decorazioni pittoriche sono opera di Felice Giani e del suo collaboratore Gaetano Bertolani.
Nel 1812 a lavori ultimati, l'edificio prende il nome di «Teatro dei Signori associati», e viene dedicato alla dea romana Cerere. Per sovvenzionare la fabbrica del teatro vengono venduti i palchi a notabili, a famiglie benestanti e alla municipalità. Il 4 agosto 1812 ha luogo l'inaugurazione con il dramma I riti di Efeso di Giuseppe Farinelli, in prima esecuzione assoluta. Nel 1815 con la fine del dominio napoleonico e il ritorno di Imola sotto lo Stato della Chiesa, il pontefice Pio VII decide la chiusura dell'impianto per incompatibilità con il preesistente edificio religioso. La facciata, infatti, era ancora quella dell'antica chiesa.
Nel 1831 (l'anno dei famosi moti rivoluzionari) il Comune modifica la facciata, inserendo un porticato d'ingresso. L'8 febbraio il teatro è riaperto a furor di popolo. In giugno il Governo pontificio ne autorizza ufficialmente la riapertura. Dopo sedici anni il teatro può rinascere ma necessita di interventi di modifica e manutenzione, affidati nuovamente all'architetto Magistretti: oltre al rinnovamento della facciata, la torre del campanile è abbassata al livello del tetto in modo che l'edificio non sia più identificato come luogo di culto; inoltre viene restaurato e ridipinto l'arco scenico.
Nel periodo 1832-1845 si afferma anche a Imola l'opera rossiniana con la messa in scena di alcuni lavori del compositore pesarese, tra cui Il barbiere di Siviglia, La Cenerentola, Semiramide. Dal 1835 il pubblico si orienta verso un gusto romantico, con le opere di Vincenzo Bellini e Gaetano Donizetti. L'astro nascente di Giuseppe Verdi brilla anche a Imola con l'Ernani messo in scena nel 1845. Nella stagione estiva sono rappresentate anche Saffo di Giovanni Pacini e il Roberto Devereux di Donizetti. Le rappresentazioni teatrali si svolgono tra gennaio e febbraio durante il Carnevale; a maggio, in occasione delle rogazioni della Beata Vergine del Piratello, e in agosto per la festa del patrono San Cassiano.
Il 2 giugno 1846 i «Signori associati» vendono il teatro al Comune di Imola e dopo il Carnevale del 1852 il teatro chiude tre anni per restauri. I lavori sono progettati dall'architetto Filippo Antolini. Viene consolidata la volta della platea su progetto dell'ingegnere Antonio Cerchiari. Nel 1853 il pittore imolese Francesco Galassi dipinge la finta architettura e il pittore figurista Paolo Sarti di Firenze compone le figure femminili delle Muse sulla volta della platea. Nel 1855, su progetto dell'architetto Luigi Ricciardelli di Bologna, viene rifatto il vestibolo e modificata la facciata con realizzazione del portico per consolidare la struttura dell'edificio medievale. Ognuno dei 56 palchi viene decorato in maniera differente.
Il 26 dicembre 1855 il Teatro è inaugurato con lo spettacolo di prosa della Compagnia Carlo Goldoni diretta da Francesco Palladini. Nel 1868 Giovanni Canepa e Girolamo Bellani, pittori e ornatisti di Lugano, eseguono il «grandioso disegno nella volta della sala» del Ridotto. Nella stessa sala le finiture dorate e le pareti a finto marmo sono di Antonio Xella e Gaetano Gabrielli. 
Le opere liriche si alternano a drammi, a melodrammi, a commedie, a giochi di prestigio e danze acrobatiche, a balli e tombole. Nel 1869 si rappresentano le commedie di Carlo Goldoni Molière e Don Pirlone, nel 1873 l'operetta buffa di Jacques Offenbach I Briganti e il Faust di Charles Gounod, l'anno seguente la tragedia Francesca da Rimini di Silvio Pellico, nel 1883 il Mefistofele di Arrigo Boito, nel 1886 la Norma di Vincenzo Bellini, nel 1888 la tragedia Romeo e Giulietta di William Shakespeare.

### XX secolo
Nel 1903 è rappresentata Manon Lescaut di Giacomo Puccini, l'anno successivo la Carmen di Georges Bizet, nel 1905 Il trovatore di Verdi, nel 1910 Lucia di Lammermoor di Donizetti e la Tosca di Puccini, nel 1912 il Werther di Jules Massenet, l'anno seguente La bohème di Puccini, nel 1922 il Mefistofele di Boito, l'anno dopo Loreley di Alfredo Catalani, nel 1924 Francesca da Rimini di Riccardo Zandonai, nel 1929 la Cavalleria rusticana di Pietro Mascagni e nel maggio 1931 Cyrano de Bergerac di Edmond Rostand.
- 1931: il teatro viene chiuso poiché non risponde alle nuove norme di sicurezza.
- 1944: il teatro rimane gravemente danneggiato dalle devastazioni effettuate nel periodo bellico.
- 1966-1967: il Comune incassa i risarcimenti per i danni di guerra. Si comincia a progettare la ricostruzione.
- 1970: cominciano i lavori di ricostruzione. Il teatro viene riaperto il 18 aprile del 1974, mantenendo la struttura e in parte le decorazioni eseguite a metà Ottocento. La prima opera rappresentata è Tre sorelle di Anton Čechov.
- 1977: il 20 dicembre il teatro comunale viene intitolato alla cantante lirica Ebe Stignani (1903-1974). Nella motivazione si legge: «La città di Imola intende esprimere un giusto riconoscimento ad una grandissima mezzosoprano della lirica mondiale e anche un doveroso atto d'omaggio della città stessa a colei che ha avuto per molti anni come concittadina e come ospite»[5].

### XXI secolo
- 2004-2005: ultima stagione di attività, prima della chiusura per restauri. Vengono realizzate le opere di bonifica dall'amianto e il recupero dell'intero edificio, con un investimento di 12.394.000 euro. Il restauro ha interessato tutte le parti e gli ambienti che compongono il complesso del teatro: il corpo ottocentesco, la biglietteria, gli uffici, i camerini. Con l'introduzione di un nuovo elemento architettonico in acciaio e vetro l'intervento ha ridefinito la distribuzione funzionale e impiantistica degli spazi, consolidando le strutture essenziali: volte, coperture, strutture lignee, palchetti e galleria, senza dimenticare l'abbattimento delle barriere architettoniche. Sono stati inoltre realizzati nuovi spazi tecnici con impianti meccanici, di riscaldamento, climatizzazione, illuminazione ed elettrici all'avanguardia.
- 2010: la sera del 6 aprile il teatro è riaperto ufficialmente al pubblico dopo la fine dei restauri.

## Descrizione
L'agibilità massima della Sala Grande del Teatro Stignani è di 468 posti, suddivisi fra la platea (162), tre ordini di palchi (251) e la galleria (55). Nel ridotto, che contiene 99 posti a sedere, è collocato un maxischermo che consente di seguire gli spettacoli in caso di necessità.

### Misure
- Altezza massima dal mezzo della platea al lucernario:
- Altezza del graticcio dal palcoscenico: m. 12
- Declivio del palcoscenico: 4%
- Larghezza del boccascena: m. 10
- Larghezza massima della platea: